# Norte caldense
El Norte caldense es una de las seis subregiones que componen el departamento colombiano de Caldas, ubicado al norte del mismo. Su capital y centro económico es Salamina.

## Límites
Esta subregión limita al norte con el departamento de Antioquia, al sur con la subregión Centrosur, al oriente con el  Alto Oriente y al occidente con el Alto Occidente.

## Municipios
La subregión comprende 4 Municipios.
- Aguadas
- Aranzazu
- Pacora
- Salamina

## Hidrografía
EL río Cauca pasa por el costado oeste del distrito, por el norte el río Arma, también posee otros cuerpos de agua interiores como los ríos Pácora, Pozo, entre otros.
|                               |
| Topografía del Norte caldense |

|                                |
| Hidrografía del Norte caldense |